# Emer Costello
Emer Costello z domu Malone (ur. 3 września 1962 w Louth) – irlandzka polityk i działaczka samorządowa, deputowana do Parlamentu Europejskiego VII kadencji.

## Życiorys
Absolwentka University College Dublin. Zaangażowała się w działalność Partii Pracy. Od 1989 do 2003 była etatową działaczką partyjną jako członkini egzekutywy organizacji kobiecej tego ugrupowania (Labour Women). Obejmowała liczne funkcje w organach zarządzających i doradczych organizacji społecznych, edukacyjnych, kulturalnych i lokalnych.
W 2003 została dokooptowana w skład rady miejskiej w Dublinie, zastępując w niej swojego męża. Była następnie wybierana na radną z okręgu North Inner City w wyborach lokalnych w 2004 i w 2009. W 2008 została zastępcą burmistrza irlandzkiej stolicy. Od 2009 do 2010 sprawowała urząd burmistrza Dublina (Lord Mayor of Dublin). W 2012 została desygnowana przez laburzystów do objęcia mandatu w Parlamencie Europejskim, z którego zrezygnował Proinsias De Rossa. W PE VII kadencji została członkinią grupy Postępowego Sojuszu Socjalistów i Demokratów.